# Hentzia grenada
Hentzia grenada là một loài nhện trong họ Salticidae.
Loài này thuộc chi Hentzia. Hentzia grenada được Elizabeth Maria Gifford Peckham & George William Peckham miêu tả năm 1894.